# ابوعلی بیهقی
ابوعلی، اسماعیل بیهقی ملقب به شیخُ القضات (۱۰۳۶ - نوامبر ۱۱۱۳) (نسب: اسماعیل بن احمد بن حسین بیهقی خسروجردی) فقیه، محدث و پیشوای دینی ایرانی خراسانی در سدهٔ پنجم هجری و فرزند ابوبکر بیهقی بود. از ناحیهٔ خود، ولایت بیهق و ربع نیشابور کوچید و مدتی بسیار در خوارزم و بلخ ساکن شد. سپس به میهن خود بازگشت. از پدرش و ابومسعود بجلی، عبدالغافر فارسی، عمر ابن مسرور، ابوسعد گنجرودی و دیگران سماع حدیث داشت. به ابوسعد سمعانی اجازه نقل روایت از همهٔ مسموعات خود را داد.